# Американський шуліка
Американський шулі́ка  (Ictinia) — рід яструбоподібних птахів родини яструбових (Accipitridae). Представники цього роду мешкають в Америці.

## Види
Виділяють два види:
- Шуліка світлоголовий (Ictinia mississippiensis)
- Шуліка сизий (Ictinia plumbea)

## Етимологія
Наукова назва роду Ictinia походить від слова дав.-гр. ικτιν — шуліка.